# Chudá Lehota
Chudá Lehota (bis 1927 slowakisch „Chudo-Lehôta“; ungarisch Újülés – bis 1907 Chudólehota) ist eine Gemeinde im Westen der Slowakei mit 227 Einwohnern (Stand 31. Dezember 2024), die zum Okres Bánovce nad Bebravou, einem Teil des Trenčiansky kraj, gehört.

## Geographie
Die Gemeinde befindet sich im Nordteil des Hügellands Nitrianska pahorkatina am Bach Livina im Einzugsgebiet der Bebrava. Das Ortszentrum liegt auf einer Höhe von 223 m n.m. und ist 12 Kilometer von Bánovce nad Bebravou entfernt.
Nachbargemeinden sind Šišov im Westen und Norden, Livinské Opatovce im Osten, Solčany im Süden und Norovce im Südwesten.

## Geschichte
Chudá Lehota wurde zum ersten Mal 1400 als Wyiles schriftlich erwähnt und war ursprünglich Besitz der Familie Tordamezey und später Bestandteil der Herrschaftsgebiete von Naštice und Skačany. 1715 gab es acht Haushalte im Ort, 1787 hatte die Ortschaft 16 Häuser und 116 Einwohner, 1828 zählte man 108 Häuser und 753 Einwohner, die als Landwirte, Obstbauern und Saisonarbeiter beschäftigt waren. Im 19. Jahrhundert gab es eine Baumschule im Ort.
Bis 1918 gehörte der im Komitat Neutra liegende Ort zum Königreich Ungarn und kam danach zur Tschechoslowakei beziehungsweise heute Slowakei. Von 1976 bis 1990 war Chudá Lehota Teil der Nachbargemeinde Šišov.

## Bevölkerung
| Jahr                | 1994 | 2004    | 2014    | 2024     |
| ------------------- | ---- | ------- | ------- | -------- |
| Anzahl der Personen | 224  | 221     | 206     | 227      |
| Unterschied         |      | −1,33 % | −6,78 % | +10,19 % |

| Jahr                | 2023 | 2024    |
| ------------------- | ---- | ------- |
| Anzahl der Personen | 226  | 227     |
| Unterschied         |      | +0,44 % |

Nach der Volkszählung 2011 wohnten in Chudá Lehota 201 Einwohner, davon 198 Slowaken. Drei Einwohner machten keine Angabe zur Ethnie.
183 Einwohner bekannten sich zur römisch-katholischen Kirche und ein Einwohner zur Evangelischen Kirche A. B. Vier Einwohner waren konfessionslos und bei 13 Einwohnern wurde die Konfession nicht ermittelt.

## Bauwerke und Denkmäler
- römisch-katholische Kirche Sieben Schmerzen Mariens aus dem Jahr 1920